# بيتر باركر (سلسلة أفلام سام رايمي)
بيتر باركر هو شخصية الرئيسية في ثلاثية سبايدرمان قام بتأديتها الممثل توبي ماغواير

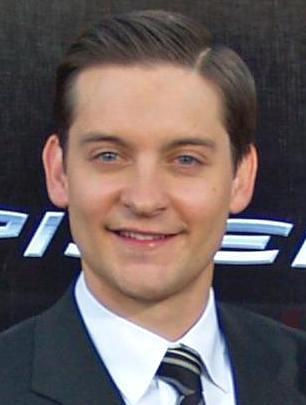

## القصة
طالب موهوب أكاديميًا، غير كفء اجتماعيًا. بعد تعرضه للعض من عنكبوت معدل وراثيًا، يكتسب قدرات خارقة و يمر بالعديد من المواقف مواجهاً عدة اشرار :
غرين غوبلين الذي قام بتأديته ويليام دافو
دكتور أخطبوط الذي قام بتأديته ألفريد مولينا
ساندمان الذي قام بتأديته توماس هادن تشورتش
فينوم الذي قام بتأديته توفر غريس